# Andreas Hollstein

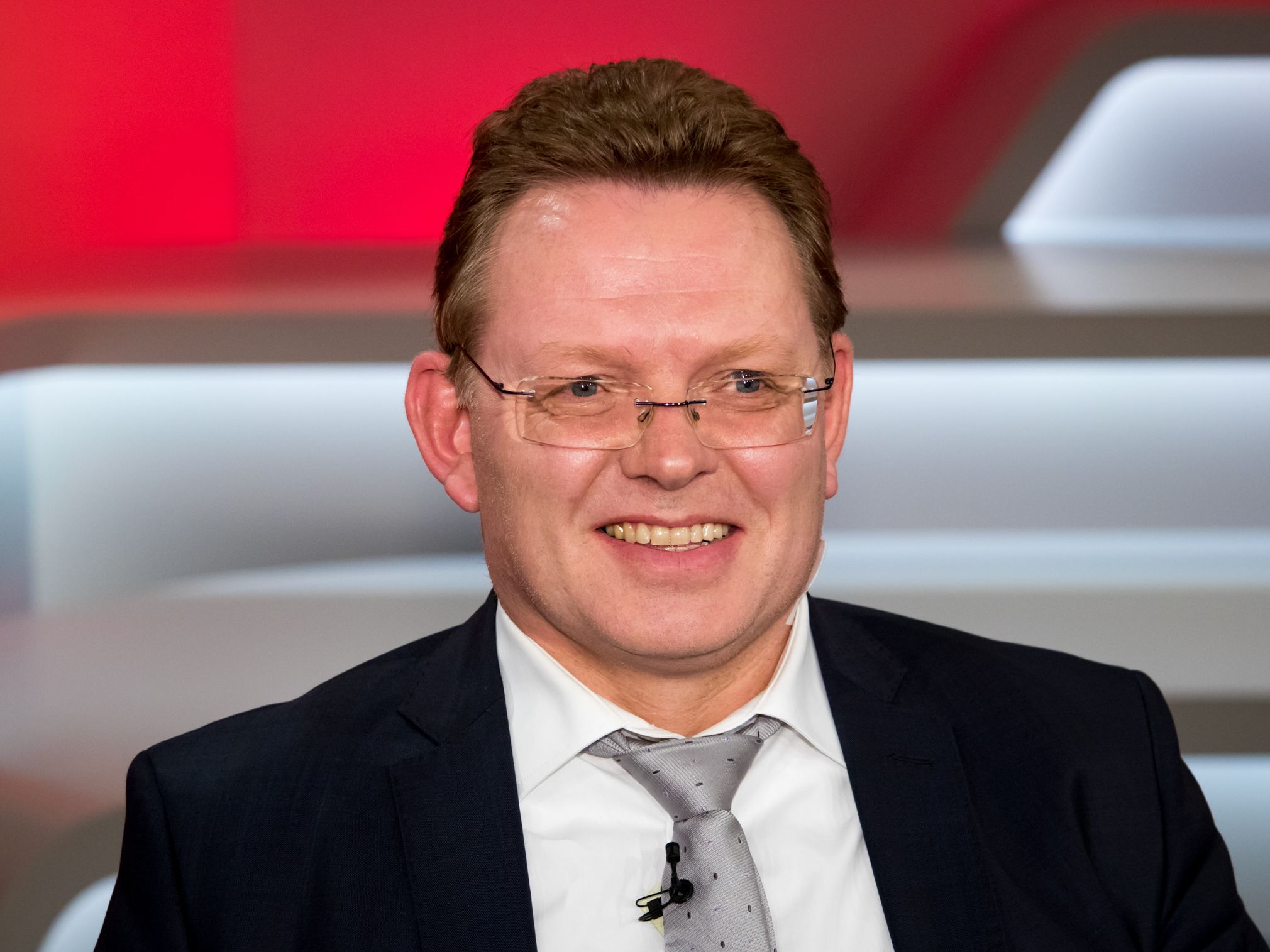
Andreas Hollstein (2017)

Andreas Hollstein (* 6. Mai 1963 in Altena) ist ein deutscher Politiker (CDU). Er war von 1999 bis 2020 Bürgermeister von Altena. Bei der Kommunalwahl 2020 trat er als CDU-Kandidat für das Amt des Oberbürgermeisters in Dortmund an. Nach einer kurzen Tätigkeit als Geschäftsführer im Bereich Digital Health, ist er seit Juni 2022 als Geschäftsführer des Verbands Kommunaler Unternehmen (VKU) NRW tätig. Der VKU ist der kommunale Spitzenverband der kommunalen Versorgungs- und Entsorgungswirtschaft mit ca. 350 Mitgliedern in NRW.

## Leben
Andreas Hollstein wurde am 6. Mai 1963 im sauerländischen Altena geboren und wuchs dort auf. Nach dem Abitur leistete er bis 1984 seinen Wehrdienst ab und studierte anschließend Rechtswissenschaft an der Universität Bonn. 1990 legte er seine 1. juristische Staatsprüfung beim Oberlandesgericht Köln ab und war anschließend von 1991 bis 1994 Referendar beim Oberlandesgericht Hamm. Darauf folgte die 2. juristische Staatsprüfung. 1999 wurde er an der Fernuniversität in Hagen zum Doktor der Rechtswissenschaft promoviert. Doktorvater war der griechische Sozialist Dimitris Tsatsos.
Nach seinem Studium war er 1993/1994 Abteilungsleiter Politik, Protokoll, Kultur der Botschaft der Republik Litauen in Bonn. Ab 1994 war Hollstein gleichzeitig ehrenamtlicher Stellvertretender Bürgermeister der Stadt Altena. Von 1995 bis 1999 war er wissenschaftlicher Mitarbeiter des Bundestagsabgeordneten Wolfgang Lohmann (CDU) im Bundestag und dort auch Referent der CDU/CSU-Bundestagsfraktion für Sozialhilfe und das Asylbewerberleistungsgesetz.

### Bürgermeister in Altena (1999 bis 2020)
1999 wurde Hollstein erstmals zum hauptamtlichen Bürgermeister seiner Heimatstadt gewählt und später mehrfach im Amt bestätigt. Weiterhin war er parallel in der Geschäftsführung der Stadtwerke Altena tätig. 2019 kündigte Hollstein an, bei der Bürgermeisterwahl 2020 in Altena nicht erneut anzutreten. Er schied damit im Herbst 2020 aus dem Amt. Zur Verabschiedung wurde er mit dem Großen Ehrenring der Stadt ausgezeichnet.

### Oberbürgermeisterkandidat in Dortmund (2020)
Im  November 2019 wurde bekannt, dass Hollstein als Kandidat der CDU für das Amt des Oberbürgermeisters in Dortmund kandidiert.
Im ersten Wahlgang, der am 13. September 2020 stattfand, erhielt Hollstein 25,87 % der gültigen Stimmen und lag damit hinter dem SPD-Kandidaten Thomas Westphal (35,87 %) und vor Daniela Schneckenburger von den Grünen (21,84 %).
Im Vorfeld der Stichwahl am 27. September sprachen die Grünen eine Wahlempfehlung für Andreas Hollstein aus. Letztlich unterlag er mit 48,03 % der Stimmen gegenüber 51,97 % für den SPD-Kandidaten Westphal.

### Privates
Hollstein managte lange ehrenamtlich die Tischtennisbundesligamannschaft des TTC Altena (heute VfB Altena) und war dort auch Jugendtrainer.
Hollstein ist verheiratet und hat vier Kinder. Von 2013 bis Ende Januar 2018 war er Präsident des Sauerländischen Gebirgsvereins (SGV).

## Attentat
Hollstein wurde am Abend des 27. November 2017 gegen 20 Uhr in einem Dönerimbiss in Altena angegriffen. Der 56-jährige Täter führte ein etwa 30 Zentimeter langes Messer gegen den Hals Hollsteins und verletzte ihn dort. Der Besitzer des Ladens überwältigte gemeinsam mit seinem Sohn den alkoholisierten Angreifer, der sich lautstark abfällig über Hollsteins liberale Flüchtlingspolitik geäußert hatte. Andreas Hollstein wurde mit einem Rettungswagen ins Krankenhaus gebracht, konnte aber bald darauf wieder entlassen werden. „Ich habe zupackende Menschen an meiner Seite gehabt und bin froh, dass ich noch lebe“, sagte Hollstein am gleichen Tag der Nachrichtenseite „Lokalstimme.de“.
Die ermittelnden Behörden hielten in einer ersten Stellungnahme ein politisches Motiv für wahrscheinlich.
Am 21. März 2018 erhob die Staatsanwaltschaft Anklage gegen den mutmaßlichen Täter. Das Landgericht Hagen verurteilte den Täter am 11. Juni 2018 wegen gefährlicher Körperverletzung in Tateinheit mit Bedrohung zu einer zweijährigen Freiheitsstrafe, die zur Bewährung ausgesetzt wurde.

## Politik
Im Oktober 2015 hatten ein Feuerwehrmann und ein Komplize beim Brandanschlag von Altena Feuer in einem Haus gelegt, in dem mehrere Migranten-Familien wohnten. Als Motiv gab der Mann an, er habe Angst vor „Einbrüchen, Diebstählen, Gewalttaten und auch vor sexuellen Übergriffen“ der Flüchtlinge gehabt. Das Landgericht Hagen verurteilte ihn wegen schwerer Brandstiftung zu sechs Jahren Haft und seinen Bekannten zu einer fünfjährigen Haftstrafe.
Hollstein und seine Stadtverwaltung initiierten, dass die 18.000-Einwohner-Stadt Altena im Sauerland ab 2015 mehr Geflüchtete aufnahm, als ihr durch die kommunale Verteilungsquote vorgeschrieben war. Hollstein ist Mitautor des 2016 erschienenen Buches Mein Kampf – gegen Rechts, in dem elf Menschen berichten, wie sie aus ihrer Position heraus mit rechtsextremem Gedankengut und rechtsextremer Gewalt konfrontiert waren und wie sie dagegen aufstanden.
In einem Interview erklärt sich Hollstein zur Integration von aufzunehmenden Flüchtlingen:

„Wir haben bei uns das Konzept gefahren, schon seit eigentlich drei, vier Jahren, dass wir keine Flüchtlingsheime mehr haben, sondern nur noch angemieteten leeren Wohnraum, wo wir in Wohngruppen unterbringen. Seit Anfang letzten Jahres die Zahlen so nach oben gegangen sind, bringen wir die Menschen nur noch dezentral in Wohnungen unter und auch nicht in Wohnungen nebeneinander, sodass wir im Prinzip die einheimische Bevölkerung und die neu zu uns Gekommenen dazu zwingen, sich miteinander in einen Dialog zu begeben und nicht aufgrund der Sprache diesem Dialog auszuweichen. So entstehen unseres Erachtens keine Parallelgesellschaften, sondern man muss sich miteinander arrangieren.“

Im Mai 2017 erhielt Altena den Nationalen Integrationspreis 2017 von Bundeskanzlerin Angela Merkel. „Ich glaube, wir kriegen Deutschland in eine gute Zukunft geführt – und die ist bunt“, sagte Hollstein damals. Im September 2018 wurde er der Europa-Preisträger des Nansen-Flüchtlingspreises des UNHCR.
Laut Aussage Hollsteins habe er nach dem Attentat immer wieder Morddrohungen erhalten, so auch nach der Festnahme eines tatverdächtigen Rechtsextremen im Zuge der Ermittlungen im Mordfall Walter Lübcke Juni 2019.
Seit Mai 2023 ist Hollstein als Nachfolger von Thorsten Klute Beauftragter der nordrhein-westfälischen Landesregierung für die polnischstämmigen Bürgerinnen und Bürger sowie Polinnen und Polen.